# 中島大介
中島 大介（なかしま だいすけ、1977年10月6日 - ）は、佐賀県出身の俳優。
劇団青年座研究所→劇団四季→太田プロダクション所属。子役出身。神奈川大学外国語学部スペイン語学科卒業。

## 出演

### テレビドラマ
- 徳川家康 （1983年、NHK）
- 春の波涛（1985年、NHK） - 福澤駒吉役
- NHK新大型時代劇『真田太平記』（1985年-1986年） - 向井佐助 役
- 向田邦子新春スペシャル 第三夜 冬の家族（1985年1月23日、NHK）[1] - 勝司役
- 連続テレビ小説 澪つくし（1985年、NHK）
- 尾瀬に生き尾瀬に死す（1986年5月3日、NHK）
- 十五少年漂流記 忘れられない夏休み（1986年8月31日、TBS） - 保役
- あまえないでヨ! （1987年1月-3月、フジテレビ） - 星野純平役
- あまえないでヨ!スペシャル （1987年9月30日、フジテレビ） - 星野純平役
- Wパパにオマケの子?!（1987年10月 - 1988年3月、日本テレビ系） - 茂役
- 心はロンリー気持ちは「…」part.2（1985年、CX） - 桐島大介役
- ガキ大将がやってきた（1987年3月 - 8月、TBS系） - 日出夫役
- 君の瞳をタイホする!（1988年1月 -3月、CX）
- 森村誠一の終着駅シリーズ「砂漠の喫茶店」（2006年10月28日、テレビ朝日）
- 月曜ゴールデン 警部・柘植京介（2010年9月13日、TBS）
- 月曜ゴールデン・医師・円城寺修「杜の都の死刑囚」（2011年12月5日、TBS）
- 黒の女教師 （2012年7月 - 9月、TBS）- 高校生アジア作曲コンクールスタッフ役

### 映画
- ゴースト もういちど抱きしめたい（2010年）
- 神様のカルテ（2011年）

### 舞台
- マンマ・ミーア!（2002年 - 2006年、劇団四季） - エディ役
- 美女と野獣（2005年、劇団四季）
- 李香蘭（2003年-2005年、劇団四季）
- 異国の丘（2005年、劇団四季）
- 風林火山 晴信燃ゆ  (2008年4月5-27日、日生劇場)
- ブロードウェイミュージカル「グリース」（2009年10月 - 11月17日、青山劇場 / シアターBRAVA!） - ロジャー役
- カゴツルベ（2009年3月16日 - 4月19日、青山劇場・NHK大阪ホール） - 佐吉 役
- ブロードウェイミュージカル All Shook Up（2009年10月-11月、青山劇場・大阪シアターBRAVA!）
- 殺しのリハーサル（2014年9月19日〜23日） 築地本願寺ブディストホール -ロイド・アンドリュース役
- 韓国ミュージカル 「パルレ」（2014年/2015年、博品館劇場/俳優座劇場/全国公演） - マイケル役、グンソク役
- 十二人の怒れる男（2016年1月、座・高円寺） - 陪審員第1号
- 森組芝居『記憶のパズル』（2017年2月8日-2月12日、俳優座劇場）
- wonderxworks『アカメ』（2017年12月3日-12月17日、座・高円寺）
- 銀河鉄道999 40周年記念作品舞台『銀河鉄道999』〜GALAXYOPERA〜（2018年6月23日 - 7月29日、明治座、北九州芸術劇場、梅田芸術劇場）
- Green Festa2019 BIGTREETEATER賞受賞
- 直也の会「廻る想ひ紡ぐ月」主演　山形新太役
- 銀河鉄道999 40周年記念作品舞台『銀河鉄道999』さよならメーテル、僕の永遠（2019年4月〜5月 明治座、梅田芸術劇場）
- パク・バンイルプロデュース『煙が目に染みる』（2019年11月）野々村浩介役シアターグリーン）
- 玄狐旗揚げ公演『咲き誇る花たち』（2020年1月シアターカイ）
- 玄狐『人外』（2021年4月シアターグリーン）
- グループK『愚か者梶鉄』孝之役（2021年12月シアターカイ）
- 銀河鉄道999 the musical（ 2022年4月、日本青年青年会館）
- 玄狐『下賤の夢』（2024年5月29日 - 6月2日、サンモールスタジオ）[2]
- 玄狐『舞姫〜盟星座の住人達〜』（2025年3月15日 - 23日、サンモールスタジオ）[3]

### CM
- TOTO「サザナ」
- FUJIFILM「YEAR ALBUM」